# Innenministerium der Russischen Föderation
Das Innenministerium der Russischen Föderation (russisch Министерство внутренних дел Российской Федерации, oft kurz MWD (russisch МВД)) ist das Innenministerium Russlands und eines der 16 Ministerien der russischen Regierung.

## Geschichte

### Innenministerium des Russischen Kaiserreiches

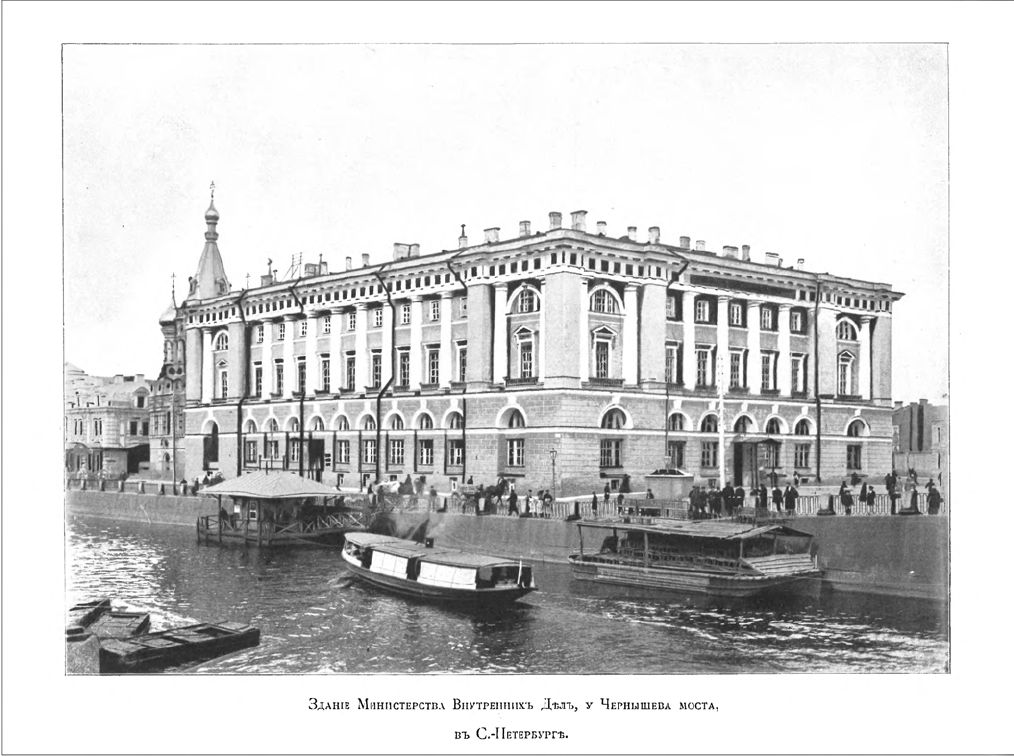
Das Gebäude des Innenministeriums des Russischen Kaiserreiches. Ufer des Flusses Fontanka, 57

Am 8.jul. / 20. September 1802greg. wurde das Manifest von Alexander I. „Über die Einrichtung von Ministerien“ genehmigt. Zusammen mit anderen wurde auch das Innenministerium Russlands geschaffen. Graf Wiktor Pawlowitsch Kotschubei wurde zum ersten Innenminister ernannt. Graf Pawel Alexandrowitsch Stroganow wurde Assistent des Ministers. Zunächst wurde davon ausgegangen, dass die Aktivitäten des Ministeriums von der Sicherheitspolizei getrennt würden. Nach dem Beitritt des Polizeiministeriums zum Innenministerium im Jahr 1819 änderte sich dieser Charakter jedoch und die Polizei wurde Teil davon. 1826 wurde das „Sonderbüro“ des ehemaligen Polizeiministers der unabhängigen III-Abteilung des eigenen Büros seiner kaiserlichen Majestät zugewiesen; Die Sorge um den Staat und die Volkswirtschaft wurde teilweise in die Zuständigkeit der Finanzministerium und Ministerium für Staatseigentum übertragen.
1880 wurde die III. Abteilung an das Innenministerium zurückgegeben und war seitdem für das Gendarmkorps verantwortlich. 1884 wurde im Innenministerium die Hauptdirektion für Post und Telegraphen eingerichtet. 13jul. / 25. Dezember 1895greg. wurde der Leiter der Gefängnisabteilung vom Innenministerium in das Justizministerium versetzt.
26. Apriljul. / 9. Mai 1906greg. ernannte Kaiser Nikolaus II. Pjotr Arkadjewitsch Stolypin zum Innenminister. Der damalige Minister war für fast alles verantwortlich: für die Aufrechterhaltung der polizeilichen Ordnung, die Arbeit des Post- und Telegraphenbüros und die Zuverlässigkeit der Statistiken, für die Versorgung der Bevölkerung mit Lebensmitteln, die Überwachung der Bauarbeiten, die Leitung der Feuerwehr und der örtlichen Gerichte. Die Ernennung zum Minister fiel mit dem Beginn der ersten Einberufung der Staatsduma zusammen, die sich offen gegen die bestehende Regierung aussprach. Stolypin hingegen lehnte die Opposition ab und bestand darauf, dass „es notwendig ist, die Ordnung in Russland gerecht und fest aufrechtzuerhalten“. Stolypin erließ ein Dekret über Militärgericht, in dem Fälle innerhalb von zwei Tagen geprüft und das Urteil innerhalb eines Tages nach seiner Bekanntgabe vollstreckt wurden. Infolgedessen gelang es ihm, die revolutionäre Welle zu beruhigen. Er erließ auch ein Dekret, wonach den Bauern Pässe ausgestellt wurden und sie in ihren Rechten dem Rest des russischen Kaiserreiches gleichgestellt waren.
28. Februarjul. / 13. März 1917greg. entwickelten sich Streiks in Petrograd zu einem Aufstand gegen die Autokratie. Dann gingen einige Armeeeinheiten an die Seite der Arbeiter: Pawlowski, Wolynski, Litauer, Preobrazhenski und andere Regimenter. Bei einem Treffen der Petrograder Stadtduma wurde die Schaffung einer Metropolenmiliz angekündigt. Scharmützel mit der Polizei sind weit verbreitet. Im März 1917 hört das russische Innenministerium auf, als zentrales Organ eines einzelnen Staates zu existieren. Am 3jul. / 16. „F&3b00p;1917"greg. gab die Provisorische Regierung offiziell bekannt, dass die wichtigste Aufgabe der neuen Regierung darin bestehe, die Polizeikörperschaften durch die Volksmiliz zu ersetzen. Drei Tage später liquidierte die Regierung ein separates Gendarmkorps. Am 11jul. / 24.“ F&3b00p;1917"greg. wurde das Dekret der Provisorischen Regierung „Über die Abschaffung der Polizeibehörde und die Einrichtung der Provisorische Regierung für Angelegenheiten der öffentlichen Miliz und die Gewährleistung der Sicherheit des Eigentums der Bürger“ veröffentlicht. Am 15jul. / 28. Juni 1917greg. wurde durch ein Dekret der Provisorischen Regierung die Provisorische Direktion für öffentliche Polizeiangelegenheiten in die Hauptdirektion für Milizangelegenheiten umbenannt.

### Doppelte Kraft

#### NKWD der RSFSR
Am 25. Oktoberjul. / 7. November 1917greg. ging nach einem bewaffneten Aufstand in Petrograd die Staatsmacht auf den Allrussischen Kongress der Sowjets der Arbeiter- und Soldatenabgeordneten über, dessen Exekutivorgan das Allrussische Zentrale Exekutivkomitee war. Der Zweite Allrussische Sowjetkongress schuf den Rat der Volkskommissare, der 13 Kommissariate leitete, darunter das Volkskommissariat für innere Angelegenheiten. Am 7jul. / 20. Dezember 1917greg. beschloss der Rat der Volkskommissare der RSFSR, die „Allrussische Außerordentliche Kommission zur Bekämpfung von Konterrevolution und Sabotage“ (Wserossijskaja tschreswytschainaja komissija po borbe s kontrrewoljuziej, spekuljaziej i sabotaschem, Tscheka) einzurichten. Feliks Dzierżyński wurde zu ihrem Vorsitzenden ernannt. Die Tscheka war nicht Teil des NKWD des RSFSR, da sie eine unabhängige Einrichtung war. Am 10. Mai 1918 beschloss das Kollegium des NKWD des RSFSR, dass „die Miliz als ständiger Stab von Personen mit besonderen Funktionen besteht“, und sandte am 15. Mai einen telegrafischen Befehl an die Exekutivkomitees der Provinzen über die Organisation einer regulären Arbeiter- und Bauernmiliz. Im März 1919 wurde Feliks Dzierżyński zum Volkskommissar für innere Angelegenheiten ernannt und behielt das Amt des Vorsitzenden der Tscheka.

#### Innenministerium der russischen Regierung
Während des Bürgerkriegs war das ehemalige russische Kaiserreich in mehrere Teile geteilt. Ein Teil davon wurde zwischen der RSFSR und dem russischen Staat unter der Führung des Obersten Herrschers Alexander Koltschak aufgeteilt. In dem von der Weißen Armee besetzten Gebiet waren größtenteils vorrevolutionäre Gesetze in Kraft. Am 15. Juli 1918 wurde die Bestimmung der Provisorischen Sibirischen Regierung „Über den Schutz der Staatsordnung und des öffentlichen Friedens“ erlassen, in der die Rolle des Innenministeriums festgelegt wurde. Die Miliz der Provisorischen Sibirischen Regierung war unterteilt in Außen-, Reiter-, Kriminal-, Wald-, Sonderpolizeiabteilung (OMON) und Reserve.

### NKWD der UdSSR
Am 10. Juli 1934 wurde der NKWD der UdSSR gegründet, dem die Kommissariate der Unionsrepubliken, einschließlich des NKWD Sowjetrusslands, angehörten.
Der innere Verwaltungsaufbau sah wir folgt aus:
- die Hauptverwaltung für Staatssicherheit
- die Hauptverwaltung der Arbeiter- und Bauernmiliz
- die Hauptverwaltung für Grenz- und innere Sicherheit
- die Hauptverwaltung der Feuerwehr
- die Hauptverwaltung der Besserungsarbeitslager und -kolonien (GULag)
- die Verwaltung von Administration und Wirtschaft
- Abteilung für Zivilrechtsakte
- Abteilung für Finanzen
- Abteilung für Personal
- Sekretariat
- Abteilung für außerordentliche Aufgaben

Vom 26. September 1936 bis zum 24. November 1938 war Nikolai I. Jeschow Volkskommissar für innere Angelegenheiten der UdSSR. Diese Zeit war durch die so genannten Stalinschen Säuberungen und den Großen Terror (oder auch Jeschowschtschina) geprägt.

#### Zweiter Weltkrieg

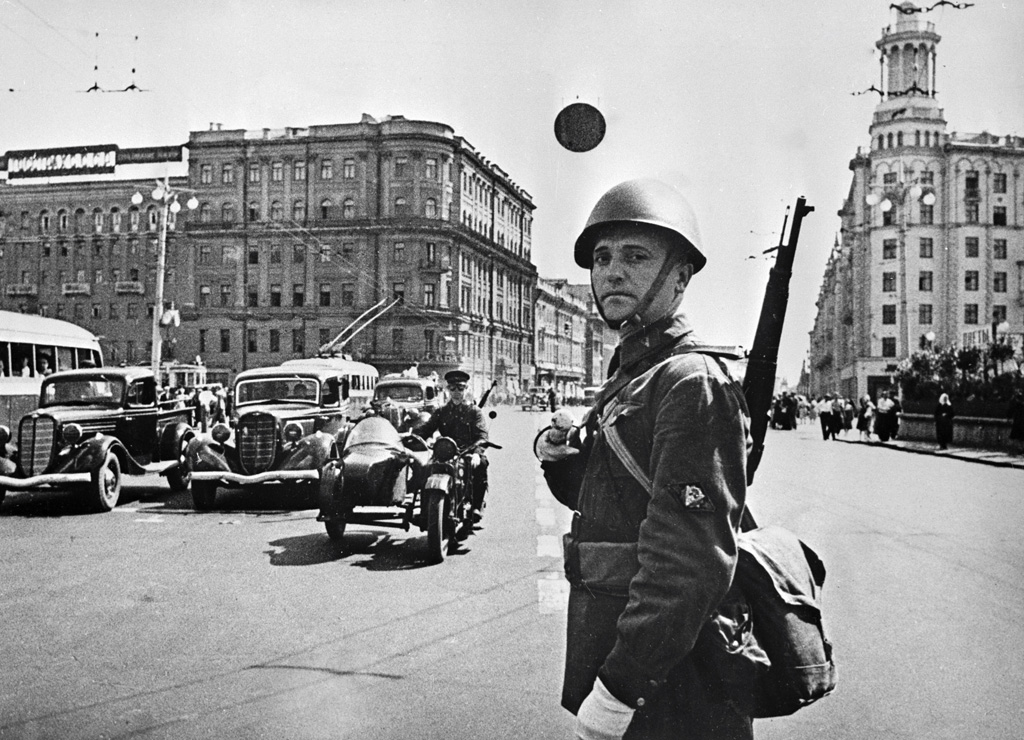
Ein Milizsoldat ist auf seinem Posten in der Gorki-Straße. UdSSR, RSFSR, Moskau. August 1941

Am 22. Juni 1941 übernahmen die Grenztruppen des NKWD der UdSSR die erste Schlacht und verteidigten die Festung Brest an der Westgrenze der Weißrussischen SSR vor den voranrückenden Verbänden der Heeresgruppe Mitte. Ihre Verteidigung dauerte einen Monat bis zum 23. Juli 1941. Kein einziger Verteidiger der Festung Brest ergab sich den Invasoren. Die Garnisonen der 9. und 10. Division der NKWD-Truppen zum Schutz der Eisenbahnstrukturen, die die Verkehrskommunikation auf dem Territorium der ukrainischen SSR im tiefen Rücken des Feindes bewachten, verteidigten noch lange Zeit Objekte bis zum letzten Soldaten. Während der Verteidigung Moskaus wurden spezielle Abteilungen von der Miliz und anderen Teilen des NKWD geschaffen.
In Leningrad organisierte die Miliz der Leningrader Direktion des NKWD ab dem 30. Juni 1941 eine Sperrlinie mit einem Netz von Kontrollpunkten. Im September 1941 blockierte die Wehrmacht alle Überlandstraßen in die Stadt. Während der 900-tägigen Belagerung Leningrads nahmen Milizsoldaten und andere Angestellte des NKWD als Teil der Einheiten der regulären Roten Armee und der NKWD-Truppen aktiv an den Feindseligkeiten teil. Milizsoldaten hielten Ordnung auf der einzigen Straße, die die Stadt mit dem „Festland“ verbindet – der Straße des Lebens.

### Innenministerium der UdSSR

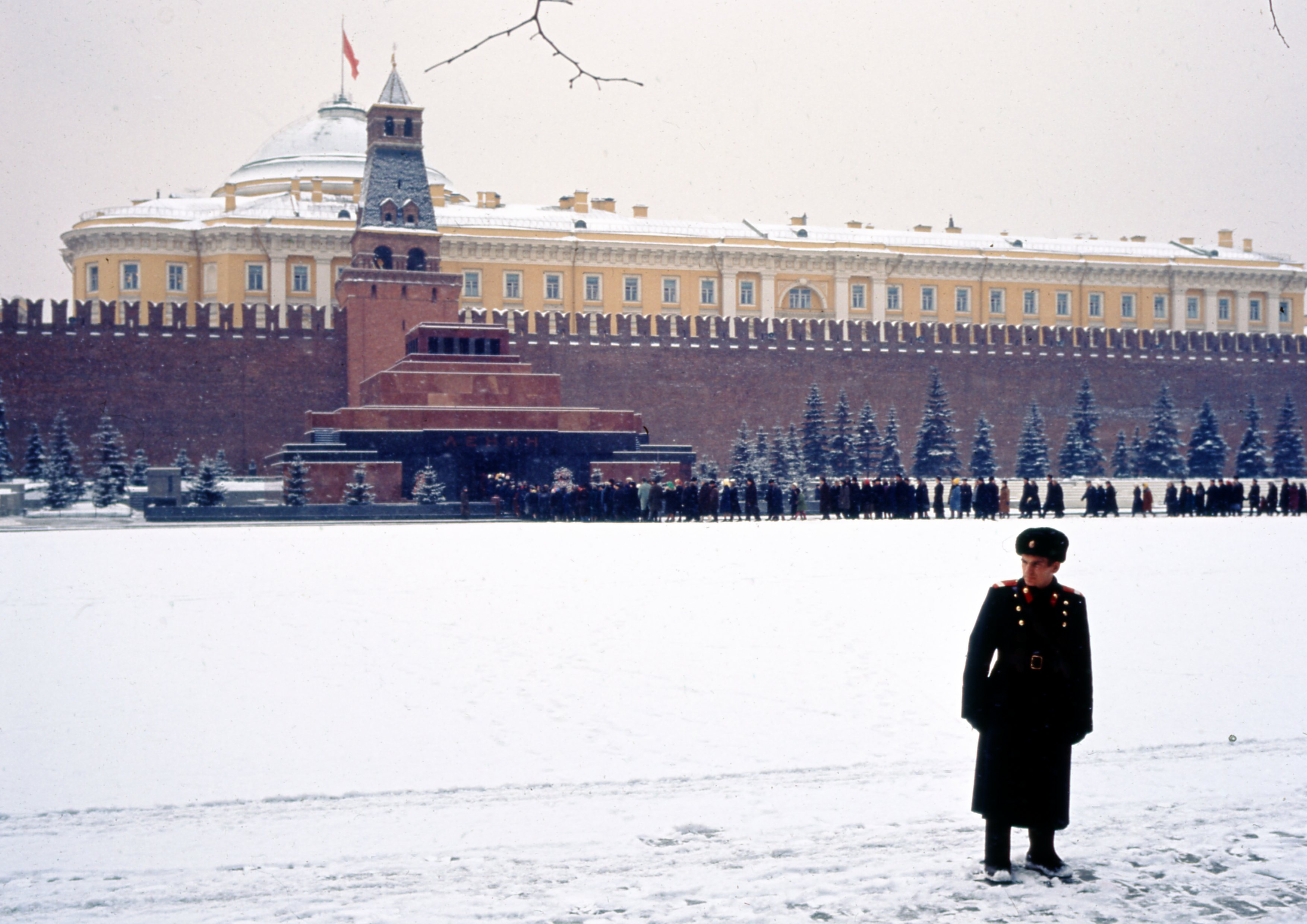
Polizist auf dem Roten Platz, 1964

Ein Jahr nach dem Großen Vaterländischen Krieg, am 15. März 1946, verabschiedete die V-Sitzung des Obersten Sowjets der UdSSR das Gesetz zur Umwandlung des Rates der Volkskommissare der UdSSR in den Ministerrat der UdSSR und der Volkskommissariate in Ministerien. Der NKWD der UdSSR wurde in das Innenministerium der UdSSR umgewandelt. Nach dem Tod von Joseph Stalin wurde auf einer gemeinsamen Sitzung des Plenums des Zentralkomitees der KPdSU, des Ministerrates der UdSSR und des Präsidiums des Obersten Sowjets der UdSSR am 5. März beschlossen, das Ministerium für Staatssicherheit der UdSSR und das Innenministerium der UdSSR zu einem Ministerium zusammenzufassen – dem Innenministerium der UdSSR.
Am 6. März 1991 wurde ein neues UdSSR-Gesetz „Über die sowjetische Miliz“ verabschiedet. Ein wichtiger Meilenstein in der Geschichte der sowjetischen Strafverfolgungsbehörden war die Annahme der UdSSR als Mitglied von Interpol auf der 59. Tagung der Generalversammlung von Interpol vom 1. bis 3. Oktober 1990 in Ottawa. Am 1. Januar 1991 wurde das Nationale Zentralbüro (NZB) als Teil des Innenministeriums der UdSSR eingerichtet.

### Innenministerium der Russischen Föderation

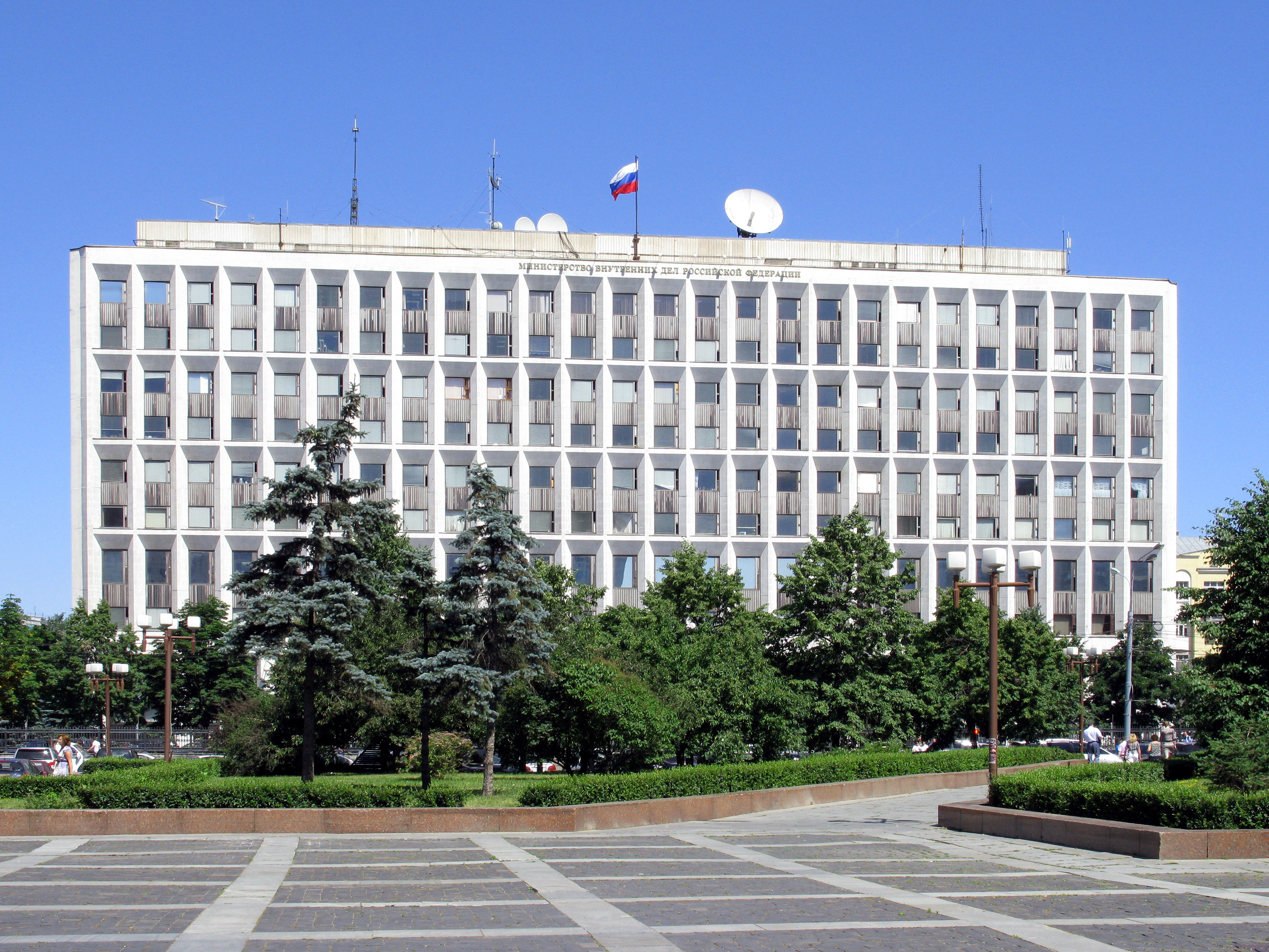
Hauptgebäude des Innenministeriums der Russischen Föderation

Mit dem Dekret des Präsidenten der RSFSR vom 20. Oktober 1991 wurden alle im Hoheitsgebiet der RSFSR stationierten Formationen der internen Truppen des Innenministeriums der UdSSR unter die Zuständigkeit der RSFSR gestellt und dem republikanischen Innenministerium unterstellt.
Am 8. Dezember unterzeichneten die Präsidenten der RSFSR, der Ukraine und der Vorsitzende des Obersten Sowjets der Weißrussischen SSR das Białowieża-Abkommen über die Beendigung der Existenz der UdSSR und die Schaffung der GUS. Am 19. Dezember 1991 unterzeichnete der Präsident des RSFSR, Boris Jelzin, ein Dekret der russischen Regierung über die Einstellung der Aktivitäten des Innenministeriums der UdSSR auf dem Gebiet der Russischen Föderation.

## Aufgaben

Flagge des Innenministeriums der Russischen Föderation

Die Aufgaben und Vollmachten des MWD sind im Statut über das Innenministerium der Russischen Föderation festgelegt, das in seiner derzeitigen Fassung per Erlass des Präsidenten vom 19. Juli 2004 bestätigt wurde. Die Aufgaben des MWD bestehen im Wesentlichen in der Wahrung der Rechtsordnung, der Überwachung der Einhaltung der Gesetze sowie der Rechte und Freiheiten der Bürger, der staatlichen Kontrolle über den Umlauf von Waffen, der Organisation und Befehlsgewalt über die inneren Truppen (darunter beispielsweise Spezialeinheiten zur Terrorbekämpfung und die Polizei, ab 2016 auch die Nationalgarde), sowie der Überwachung des Straßenverkehrs.

## Struktur
Die Struktur des russischen Innenministeriums umfasst vier Hauptabteilungen:
- die Polizei
- die Untersuchungsabteilung
- der Drogenkontrolle
- der Migrationsdienst

Der Chef des MWD ist der jeweilige Innenminister der Russischen Föderation. Er gehört zu den Regierungsmitgliedern, das Ministerium selbst ist jedoch unmittelbar dem Präsidenten untergeordnet. Seit dem 21. Mai 2012 ist Wladimir Kolokolzew Innenminister. Bekannte Vorgänger waren unter anderem Raschid Nurgalijew (2004–2012), Boris Gryslow (2001–2003), Wladimir Ruschailo (1999–2001) und Sergei Stepaschin (1998–1999).